# Amanita exitialis
Amanita exitialis é um fungo que pertence ao gênero de cogumelos Amanita na ordem Agaricales. É encontrado na natureza no leste da Ásia, e provavelmente também na Índia, onde tem sido erroneamente identificado como A. verna. É um cogumelo venenoso e mortal, e faz parte da seção Phalloideae, tendo relação com o A. phalloides. Os corpos de frutificação (cogumelos) são brancos, de pequeno e médio porte, com chapéus de até 7 cm de diâmetro.